# Luis García (Fußballspieler, 1992)
Luis Manuel García Palomera (* 31. Dezember 1992 in Talpa de Allende, Jalisco) ist ein mexikanischer Fußballtorwart, der in der Clausura 2025 mit Deportivo Toluca die mexikanische Fußballmeisterschaft gewann.

## Laufbahn
García begann seine fußballerische Laufbahn bei den in seinem Geburtsort beheimateten Leones Negros de Talpa.
Seinen ersten Profivertrag erhielt García 2011 bei den Jaguares de Chiapas, bei denen er von 2011 bis 2013 unter Vertrag stand. Anschließend wechselte García zum Querétaro Fútbol Club und seit 2017 steht er bei Deportivo Toluca unter Vertrag.
Nachdem García eine längere Zeit ohne Einsätze geblieben war, kam seine große Chance nach einer Verletzung des Stammtorhüters Pau López während der Punktspielrunde der Clausura 2025. Obwohl Pau López bald wieder einsatzfähig war und im Viertelfinalhinspiel der Clausura 2025 beim CF Monterrey das Tor hütete, musste er in dieser Begegnung 3 Gegentore hinnehmen und wurde anschließend auf die Bank verbannt. Tolucas Trainer Antonio Mohamed schenkte im Rückspiel García das Vertrauen. Dieses endete mit einem 2:1-Sieg der Gastgeber und der Qualifikation Tolucas für das Halbfinale. García durfte weiterhin das Tor hüten und bekam auch im Hinspiel bei den UANL Tigres nur einen Gegentreffer (1:1). Die folgenden 3 Begegnungen (3:0 gegen die UANL Tigres sowie einem 0:0 und einem 2:0 in den Finalspielen gegen den Titelverteidiger Club América) überstand García ohne Gegentor und war somit einer der Hauptgaranten für den ersten Meistertitel des Vereins seit 15 Jahren.

## Erfolge
- Mexikanischer Meister: Clausura 2025